# Медаль Чрезвычайных вооружённых сил ООН
Медаль Чрезвычайных вооружённых сил Организации Объединённых Наций является медалью Организации Объединённых Наций за службу в Чрезвычайных вооруженных силах Организации Объединённых Наций с 7 ноября 1956 по 19 мая 1967 года.

## История
В 1956 году Египет вступил в конфликт с объединёнными силами Израиля, Франции и Великобритании, что привело к Суэцкому кризису. Совместное политическое давление со стороны США, СССР и ООН привело к выводу французских, британских и израильских войск с египетской территории и прекращению боевых действий. Для поддержания мира, Организация Объединённых Наций учредила свои первые миротворческие силы — Чрезвычайные вооружённые силы Организации Объединённых Наций (ЧВС ООН). Бразилия, Канада, Колумбия, Дания, Индия, Норвегия, Швеция и Югославия предоставили войска для службы в ЧВС ООН. Миссия началась в ноябре 1956 года и была прекращена в июне 1967 года по просьбе Египта. Для награждения медалью требовалось 90 дней службы в ЧВСООН.

## Описание медали
Медаль, внешне похожая на другие медали Организации Объединённых Наций, представляет собой круглую бронзовую медаль (35 миллиметров (1,4 ″) в диаметре). На аверсе изображена официальная эмблема Организации Объединённых Наций — карта мира, ориентированная от северного полюса, окружённая лавровым венком. Над эмблемой аббревиатура «UNEF». Реверс без изображений, за исключением рельефных слов в две строки «IN THE SERVICE OF PEACE» (в переводе с англ. — «На службе мира»).
Медаль подвешена к песочно-жёлтой ленте, по центру полоса голубого цвета. По обе стороны от центральной полосы проходят две узкие полосы тёмно-зелёного и тёмно-синего цветов. Песочно-жёлтый цвет ленты символизирует Синайский полуостров, а широкая центральная полоса символизирует ООН. Из двух тонких полос синяя представляет Суэцкий канал, а зелёная — долину реки Нил. Всего было вручено 58 031 медаль.

## Правила ношения

### Канада
В Канаде старшими наградами по отношению к медали Чрезвычайных вооружённых сил ООН являются медаль «ОНВУП» и медаль Канадской миротворческой службы.

## Cм. также
- Медали Организации Объединённых Наций
- Чрезвычайные вооружённые силы ООН